# Hinter Gittern/Staffel 9
Dieser Artikel enthält alle Episoden der neunten Staffel der deutschen Fernsehserie Hinter Gittern, sortiert nach der Erstausstrahlung. Sie wurden vom 25. März 2002 bis zum 30. September 2002 auf dem deutschen Sender RTL gesendet.

## Episoden
| Nr. (ges.) | Nr. (St.) | Originaltitel              | Zusammenfassung | Erstausstrahlung D |
| ---------- | --------- | -------------------------- | --- | ------------------ |
| 201        | 1         | Miststück                  | Mit einem durchtriebenen Spiel versucht Ariane, Walter und Ilse gegeneinander aufzuhetzen. Walter durchschaut sie jedoch und zeigt Ariane die Grenzen auf. Frank beginnt eine Affäre mit Simone. | 25. März 2002      |
| 202        | 2         | Miss Reutlitz              | In Reutlitz wird im Rahmen eines bunten Abends eine Misswahl veranstaltet. Simone gewinnt diese schließlich, wird jedoch von Lizzy attackiert, die herausbekommen hat, dass Frank Gefühle für Simone hat. | 8. Apr. 2002       |
| 203        | 3         | Löwenmutter                | Walter beunruhigt Ninas Verhalten. Martina geht in den Hungerstreik, dies bringt ihr ihr Kind jedoch nicht zurück. Doch dann kommt sie auf die Idee, dass Birgit, ihre Vertrauensbeamtin, die Vormundschaft beantragen könnte. Ruth und Mareike freunden sich an werden Blutsschwestern. Ariane möchte bei Dr. Strauß eine positive Revisionseinschätzung erhalten. | 15. Apr. 2002      |
| 204        | 4         | Blutsschwestern            | Ruth wird unfreiwillig in Mareikes Drogengeschäfte hinein gezogen. So überzeugt sie Nina, Drogen nach Reutlitz zu schmuggeln. Walter erfährt von Ninas Escortservice bei Mona Suttner. Die heroinabhängige Italienerin Raffaella Caprese wird in Reutlitz inhaftiert. | 22. Apr. 2002      |
| 205        | 5         | Alles Lüge                 | Walter verlangt von Ruth, dass sie vor Gericht die Verantwortung für das Geschehen übernimmt. Tatsächlich schwört Ruth daraufhin einen Meineid. Mit Hilfe einer Falschaussage von Raffaela gelingt es Jörg dennoch, Nina wegen Drogenschmuggels hinter Gittern zu bringen. Nach dem tätlichen Angriff auf Uschi wird diese weiter von Ariane bedroht, da Uschis Aussage eine positive Beurteilung von Dr. Strauß verhindert.                                                                                        | 29. Apr. 2002      |
| 206        | 6         | Verbotene Liebe            | Nina findet sich schlecht in Reutlitz zurecht. Ariane erfährt von Uschis Affäre mit Lorenz und erpresst ihn damit. Noch bevor sie dies tun kann, erzählt Lorenz der Anstaltsleitung selbst von seiner Beziehung zu Uschi. Dank einer Finanzspritze schafft es Jörg, bei Dr. Kaltenbach zu erreichen, dass Lorenz in Reutlitz bleiben darf und legal eine Beziehung mit Uschi führen kann. Juttas Hoteleröffnung im Ausland steht kurz bevor. Noch zuvor trifft sie auf eine alte Bekannte im Hotel, Denise Hartung. | 6. Mai 2002        |
| 207        | 7         | Gekreuzigt                 | Ruth verrät Mareikes Drogenschmuggel mit Peggy an die Anstaltsleitung, woraufhin Mareike Ruth aus Rache in der Kapelle kreuzigt. Ruth kann jedoch in letzter Sekunde von Nina und Raffaela gefunden werden. | 13. Mai 2002       |
| 208        | 8         | Im Visier                  | Nina wird beim Hofgang angeschossen; wen dieser Schuss treffen sollte, ist jedoch nicht klar. Nina wendet sich von Raffis Drogen ab, die nach einem positiven Drogentest vorübergehend nach Preekow verlegt wird. Martina ist eifersüchtig auf Birgit, da diese Chris adoptieren möchte. | 27. Mai 2002       |
| 209        | 9         | Verzweiflungstaten         | Uschis und Lorenz’ Hochzeit wird von Martina sowie von Simone ausgenutzt, um aus Reutlitz zu fliehen. So möchte Simone gemeinsam mit Frank zu seinem Onkel nach Australien auswandern, die geplante Flucht endet jedoch an der Schleuse. Auch Martinas Fluchtversuch scheitert, sie möchte sich anschließend vom Gefängnisdach stürzen, überlebt dies jedoch. | 3. Juni 2002       |
| 210        | 10        | Verletzte Gefühle          | Martinas Sohn wird Birgit weggenommen und in eine Pflegefamilie gebracht. Eine Auseinandersetzung führt dazu, dass Mareike von Martina lebensgefährlich verletzt wird. Nina und Andy nähern sich langsam an. | 10. Juni 2002      |
| 211        | 11        | Gekidnapped                | Frank taucht ab, um das Geld für Woronin zu besorgen. Seine Flucht führt dazu, dass Woronin Alex entführt, um von Simone die Informationen über Franks Standort zu erhalten. Um ihren Sohn zu retten, greift Simone zu ungewöhnlichen Maßnahmen und überfällt einen Juwelier. Dabei taucht überraschend Lizzy auf und unterstützt sie. Ilse hat in der Kapelle eine Marienerscheinung. | 17. Juni 2002      |
| 212        | 12        | In der Falle               | Simone lockt Frank nach Reutlitz, um ihren Sohn zu retten. Dieser stellt sich anschließend der russischen Mafia, um Alex auszutauschen. Bei der Übergabe wird Woronin von der Polizei geschnappt, allerdings wird Frank kurze Zeit später Opfer eines Rache-Attentats. Ruth erlebt erstmals, dass mit ihr etwas nicht stimmt. Derweil erkennt Ilse, dass ihre angeblichen Heilkräfte auf einem Schwindel beruhen. * Ilka Bessin (Cindy aus Marzahn) hat einen Gastauftritt als Gefangene.                           | 24. Juni 2002      |
| 213        | 13        | Todestag                   | Uschi erfährt an Jules Grab von Monas geplantem Attentat auf Eva Baal; der Autobombenanschlag an Jules erstem Todestag misslingt jedoch. Raffaela kommt zurück nach Reutlitz. Ninas anfängliche Freude auf das Wiedersehen mit Raffi wird jedoch schnell getrübt, da Raffi rückfällig geworden ist. Ilse wird der Trubel um ihre Person zu viel. Die neue Insassin Jasmin „Godzilla“ Zielowski wird eingeliefert | 1. Juli 2002       |
| 214        | 14        | Knockout                   | Um sich Drogen zu beschaffen, lässt sich Raffaela auf einen Kampf mit Godzilla ein. Andy versucht in der Zwischenzeit alles, um Raffi von ihrer Drogensucht zu befreien. Raffi versteht Andys Signale jedoch falsch und verliebt sich in ihn. Mona wird nach der Beauftragung des Mordversuchs wieder in Reutlitz inhaftiert und muss sich dort gezwungenermaßen mit ihrer Todfeindin Uschi verbünden. Derweil nimmt Mel ihre Destillerie-Anlage in Betrieb.                                                        | 8. Juli 2002       |
| 215        | 15        | Kabale und Liebe           | Jörg versucht, Nina und Andy gegeneinander auszuspielen und verrät die heimliche Beziehung deshalb an Walter. Nina und Andy verbringen ihre erste gemeinsame Nacht in der Zelle von Ilse, werden jedoch durch ein Feuer gestört. Uschi leidet unter Nierenbeschwerden und muss sich einem niederschmetternden Untersuchungsergebnis stellen: Ihr Nierenversagen schreitet fort und sie muss zukünftig regelmäßig zur Dialyse.                                                                                       | 15. Juli 2002      |
| 216        | 16        | Gekauftes Leben            | Lorenz lässt sich auf Simones Angebot ein, dass Simone für Geld Uschi eine Niere spendet. Mona und Ariane liefern sich bei den Theaterproben einen erbitterten Konkurrenzstreit. | 22. Juli 2002      |
| 217        | 17        | Kleine Schwester           | Martina erkennt, dass ihre behinderte Schwester Mareike Hilfe braucht. Die Frauen bereiten ein Theaterstück vor, welches Mona jedoch dazu nutzen will, aus der JVA zu fliehen. | 29. Juli 2002      |
| 218        | 18        | Letzter Vorhang            | Während einer Theateraufführung wird Mona nach einem Stromausfall erwürgt hinter den Kulissen aufgefunden. Ein Motiv, Mona umzubringen, haben zu dem Zeitpunkt sowohl einige Insassinnen als auch Schließer. | 5. Aug. 2002       |
| 219        | 19        | Wer war’s?                 | Die Polizei hat viele Verdächtige im Visier, schließlich wird Eva Baal des Mordes an Mona verdächtigt und festgenommen, doch die wahre Täterin sitzt noch in Reutlitz. | 12. Aug. 2002      |
| 220        | 20        | Getäuscht                  | Martina muss feststellen, dass Mareike schon längst wieder geistig gesund ist. Nach einem Suizidversuch wird Mareike in die Psychiatrie gebracht. | 19. Aug. 2002      |
| 221        | 21        | Eiskalt                    | Ruth bemerkt, dass ihr anderes, böses Ich namens Lilith Mona ermordet hat und auch versucht hat, Mareike zu töten. Ruths Persönlichkeit Lilith will aus der JVA fliehen und attackiert deshalb Baumann und Dr. Strauß. In einem klaren Moment sperrt Ruth sich in der Kühlkammer ein, einige Zeit später wird sie dort tot aufgefunden. | 26. Aug. 2002      |
| 222        | 22        | Erniedrigt                 | Helga erfährt, dass Melanie ihre Tochter ist. Jeanette bekommt die freudige Nachricht, Erbin einer halben Million zu sein, ihr Erbe wird jedoch nur ausgezahlt, wenn sie einen geeigneten Mann findet, den sie heiratet. Walter wird von Baumann, der zuvor degradiert wurde, vergewaltigt. | 2. Sep. 2002       |
| 223        | 23        | Mels Geheimnis             | Mels Geheimnis kommt ans Licht, dass ihr Stiefvater sie als Kind jahrelang missbraucht hat. Die gebrandmarkte Nina, die selbst von ihrem eigenen Vater jahrelang sexuell missbraucht wurde, setzt sich für Melanie und somit gegen Helga ein. Melanie merkt jedoch, dass eine Anzeige zwecklos ist. | 9. Sep. 2002       |
| 224        | 24        | Überraschendes Wiedersehen | Simone erfährt die Wahrheit über Franks Verschwinden. Peter und Jeanette heiraten, die Ehe wird jedoch als ungültig erklärt, als herauskommt, dass Peter in Thailand volltrunken eine Prostituierte geheiratet hat. Somit verfällt Jeanettes Erbe. Uschi wird entlassen, erfährt allerdings kurz darauf, dass Lorenz Simones Niere für Uschi abgekauft hat und wendet sich von ihm ab. | 16. Sep. 2002      |
| 225        | 25        | Kurzer Prozess             | Melanie verliert den Prozess gegen ihren Stiefvater. Walters Verhalten macht die anderen Gefangenen nachdenklich. Nina und Andy planen eine gemeinsame Zukunft. | 23. Sep. 2002      |
| 226        | 26        | … und raus bist du         | Jörg wird rehabilitiert und schickt Walter nach Preekow. Anschließend wird er von Melanie, Ilse, Simone und Martina ermordet, nachdem er sich diverse Schikanen und Fehltritte geleistet hat. | 30. Sep. 2002      |

## Besetzung
Die Besetzung von Hinter Gittern trat in der neunten Staffel folgendermaßen in Erscheinung:

### Insassinnen
| Rollenname                  | Schauspieler          | Folgen                                                | Anzahl    | Bemerkungen und Rollenentwicklung in Staffel 9 |
| --------------------------- | --------------------- | ----------------------------------------------------- | --------- | --- |
| Christine „Walter“ Walter   | Katy Karrenbauer      | 201–208, 215–226                                      | 20 Folgen | Rädelsführerin in der JVA. Ziehmutter von Nina. Will nach Beas Tod Rache an Baumann nehmen. Wird von Baumann vergewaltigt und im Staffelfinale nach Preekow verlegt.                                                               |
| Ilse Wünsche geb. Brahms    | Christiane Reiff      | 201–204, 209–220, 225–226                             | 18 Folgen | Küchenhilfe in der JVA. Ex-Ehefrau von Gregor. Ermordet gemeinsam mit Martina, Melanie und Simone Jörg Baumann. |
| Tina Keller/Gerda Keller    | Martina Baumann       | 201–202, 204–206, 209–214, 216, 218–220, 223–224, 226 | 18 Folgen | Ab dieser Staffel Nebenrolle anstatt wie zuvor Kleinrolle, Rolle wurde im Laufe der Staffel umbenannt Dealt in Reutlitz mit Alkohol.                                                                                               |
| Ariane May                  | Katharina Zapatka     | 201–202, 205–206, 209–220, 225–226                    | 18 Folgen | Intrigant und berechnend. One-Night-Stand von Walter. |
| Simone Bach                 | Susanne Schlenzig     | 201–202, 207–217, 219–220, 223–226                    | 19 Folgen | Mutter von Alex. Ex-Freundin von Frank Holtzendorff. Ermordet zusammen mit Ilse, Martina und Melanie Jörg Baumann. |
| Nina Teubner                | Marie-Ernestine Worch | 203–210, 213–216, 221–226                             | 18 Folgen | 1. Darstellerin der Rolle (wurde in Staffel 6 vertreten) Walters Ziehtochter. Kommt wegen Drogenhandels ins Gefängnis. Freundet sich mit Raffi an und beginnt eine heimliche Beziehung mit Andy. Wird im Staffelfinale entlassen.  |
| Melanie „Mel“ Schmidt       | Sigrid Schnückel      | 203–204, 206, 209–210, 213–215, 217–226               | 18 Folgen | Tochter von Helga. Stieftochter von Norbert. Ermordet zusammen mit Simone, Ilse und Martina Jörg Baumann. |
| Martina Vattke              | Judith Sehrbrock      | 201–204, 207–210, 215–220, 225–226                    | 16 Folgen | Schwester von Mareike. Mutter von Chris. Bekommt ihren Sohn vom Jugendamt weggenommen. Ermordet gemeinsam mit Ilse, Melanie und Simone Jörg Baumann.                                                                               |
| Mona Suttner †              | Anja Beatrice Kaul    | 203–208, 212–221                                      | 16 Folgen | Mutter von Jule. Zuhälterin. Wird erneut in Reutlitz inhaftiert, nachdem sie Eva Baal ermorden wollte. Wird nach einer Theateraufführung von Ruth mit einem roten Schaal erwürgt. Tritt danach noch in bildlichen Erzählungen auf. |
| Mareike Vattke              | Sanna Englund         | 202–210, 216–220                                      | 14 Folgen | Schwester von Martina. Tante von Chris. Blutsschwester von Ruth. Erleidet eine Behinderung nach einer Auseinandersetzung mit Martina.                                                                                              |
| Ruth Bächtle †              | Katrein Frenzel       | 203–212, 217–221                                      | 15 Folgen | Ehemalige Nonne. Hilfsbereit. Shizophren. Blutsschwester von Mareike. Ermordet unter ihrem alter Ego „Lilith“ Mona Suttner und begeht daraufhin Suizid.                                                                            |
| Jeanette Bergdorfer         | Christine Schuberth   | 201–202, 209–214, 217–218, 221–224                    | 14 Folgen | Reinigungskraft in der JVA. Heiratet Peter Kittler des Geldes Wegen, die Ehe wird jedoch annulliert. |
| Lizzy Michalke              | Katja Schmitz         | 201–202, 207–212, 223–226                             | 12 Folgen | Schwester von Mike. Ex-Freundin von Frank. Wird entlassen, nach einigen Wochen aufgrund des Diebstahls eines Polizeiwagens jedoch wieder inhaftiert.                                                                               |
| Ursula „Uschi“ König        | Barbara Freier        | 205–206, 209–210, 213–216, 221–224                    | 12 Folgen | Heiratet Dr. Lorenz Strauß. Leidet unter einer tödlichen Nierenerkrankung. Wird aufgrund ihres Gesundheitszustandes begnadigt und entlassen.                                                                                       |
| Raffaella „Raffi“ Caprese   | Graziella de Santis   | 204–208, 213–214, 225–226                             | 9 Folgen  | Heroinsüchtige neue Insassin aus Italien. Beste Freundin von Nina. |
| Agnes Herrmann              | Dagmar Bertram        | 201–206                                               | 6 Folgen  | Kleinrolle |
| Helga Jablonski             | Heidemarie Rohweder   | 221–225                                               | 5 Folgen  | Alkoholabhängig. Mutter von Mel. Wird entlassen. |
| Jasmin „Godzilla“ Zielowski | Carrie Hampel         | 213–216                                               | 4 Folgen  | Gewalttätige Insassin in Reutlitz. |
| Peggy Grote                 | Nina Bott             | 205–207                                               | 3 Folgen  | Gewalttätige Insassin in Reutlitz. Wird nach einer Aussage von Mareike wegen Drogenschmuggels nach Preekow gebracht. |

### Gefängnispersonal
| Rollenname              | Schauspieler       | Folgen                                      | Anzahl    | Bemerkungen und Rollenentwicklung in Staffel 9 |
| ----------------------- | ------------------ | ------------------------------------------- | --------- | --- |
| Jens Neumaier           | Klaus Funke        | 201–214, 216–222, 226                       | 22 Folgen | Kleinrolle Schließer. |
| Dr. Lorenz Strauß       | Rainer Goernemann  | 201–206, 209–210, 213–218, 220–226          | 21 Folgen | Anstaltsarzt und -psychologe. Ehemann von Uschi. |
| Jörg Johannes Baumann † | Armin Dallapiccola | 201–206, 209–210, 215–226                   | 20 Folgen | Stations- und stellvertretender Anstaltsleiter. Während Evas Suspendierung kurzfristig Anstaltsleiter, danach aber wieder nur Schließer, wird aber rehabilitiert. Vergewaltigt Walter. Wird von Simone, Ilse, Martina und Melanie erstochen. |
| Andreas „Andy“ Wagner   | Stefan Puntigam    | 201–202, 207–210, 213–222, 225–226          | 18 Folgen | Schließer. Freund von Nina. |
| Birgit Schnoor          | Uta Prelle         | 203–204, 207–210, 213–216, 221–224          | 14 Folgen | Schließerin. Nach Jörgs Degradierung kurzfristig wieder Stations- und stellvertretende Anstaltsleiterin. Übernimmt die Pflegschaft für Martinas Sohn Chris.                                                                                  |
| Sybille „Möhrchen“ Mohr | Heidi Weigelt      | 203–204, 207–208, 210–214, 219–220, 222–224 | 14 Folgen | Sekretärin der Anstaltsleitung. |
| Peter Kittler           | Egon Hofmann       | 205–208, 211–216, 219–220, 223–224          | 14 Folgen | Schließer. Übernimmt während Evas und Jörgs Abwesenheit die Anstaltsleitung. Ehemann von Ming Lhai. Ex-Ehemann von Jeanette (Ehe wurde annulliert).                                                                                          |
| Eva Baal                | Karen Böhne        | 205–210, 213–214, 217–220, 222              | 13 Folgen | Anstaltsleiterin. Wird zwischenzeitlich suspendiert und sitzt unschuldig in Untersuchungshaft, danach aber wieder rehabilitiert. |
| Frank Holtzendorff      | Dierk Prawdzik     | 201–202, 205–212, 224                       | 11 Folgen | Ehemaliger Anstaltshausmeister. Ex-Freund von Lizzy und Simone. Wird von der russischen Mafia zum Krüppel geschossen. |
| Pater Groth             | Peter Beck         | 203, 209, 212–213                           | 4 Folgen  | Externer Anstaltspfarrer. |
| Annemarie Hinz          | Inga Dietrich      | 209–210, 214–215                            | 4 Folgen  | Schließerin. Wird von Peter zur Kündigung wegen Amtsmissbrauch gezwungen. |

### Angehörige
| Rollenname               | Schauspieler        | Folgen                     | Anzahl   | Bemerkungen und Rollenentwicklung in Staffel 9                                                                                        |
| ------------------------ | ------------------- | -------------------------- | -------- | --- |
| Alex Bach                | Alexander Kaspirik  | 201–202, 211–212, 216, 224 | 6 Folgen | Sohn von Simone und Helmut. Wird von Woronin entführt. Macht daraufhin eine Traumatherapie in den USA. Zieht nach München.            |
| Chris Vattke             | Säuglingsdarsteller | 203–204, 207–210           | 6 Folgen | Sohn von Martina und Christoph. Neffe von Mareike. Ziehsohn von Birgit.                                                               |
| Lotti                    | Claudia Lüftenegger | 215–219                    | 5 Folgen | Prostituierte, Angestellt bei Mona Suttner.                                                                                           |
| Frau Gericke             | Ulrike Frank        | 203, 208–210               | 4 Folgen | Mitarbeiterin des Jugendamtes. Kümmert sich um den Verbleib von Martinas Sohn Chris.                                                  |
| Mike Michalke            | Tino Blazejewski    | 211–212, 224               | 3 Folgen | Bruder von Lizzy. |
| Igor Woronin             | Oliver Wronka       | 211–212                    | 2 Folgen | Russischer Mafiaboss. Entführt Alex. Wird verhaftet.                                                                                  |
| Dr. Berneburg            | Martin Becker       | 205                        | 1 Folge  | Staatsanwalt. |
| Denise Hartung           | Edina Robinson      | 206                        | 1 Folge  | Ex-Eiskunstlaufprofi. Gründungsmitglied der „JailBabes“. Tritt nach ihrer Flucht aus Reutlitz in Jutta Adlers Hotel als Sängerin auf. |
| Jutta Elisabeth Adler    | Claudia Loerding    | 206                        | 1 Folge  | Ehemalige Anstaltsleiterin. Eröffnet im Ausland ein Hotel.                                                                            |
| Margarethe „Mutz“ Korsch | Brigitte Renner     | 209                        | 1 Folge  | Ehemalige Insassin der JVA. Kommt zu Uschis Hochzeit nach Reutlitz zu Besuch.                                                         |
| Ming Lhai Kittler        | Young-Shin Kim      | 224                        | 1 Folge  | Thailändische Prostituierte. Ehefrau von Peter Kittler.                                                                               |

### Todesfälle der Staffel
| Folge | Person                               | Art des Todes     | Handlung                                                                       |
| ----- | ------------------------------------ | ----------------- | ------------------------------------------------------------------------------ |
| 212   | Brian (Nymphensittich von Frau Mohr) | Alkoholvergiftung | Möhrchens Nymphensittich wird von Peter Kittler vergiftet und stirbt.          |
| 218   | Mona Suttner                         | Erwürgt           | Nach einer Theatervorstellung wird Mona von Ruth mit einem roten Schal erwürgt |
| 221   | Ruth Bächtle                         | Suizid            | Schließt sich absichtlich in die Kühlkammer ein, um zu sterben.                |
| 226   | Jörg Baumann                         | Erstochen         | Wird von Ilse, Melanie, Martina und Simone erstochen.                          |